# Scheune Huntorf 11
Die Scheune Huntorf 11 im niedersächsischen Elsfleth-Moorriem, Bauerschaft Huntorf im Landkreis Wesermarsch, stammt aus dem 19. Jahrhundert.
Das Gebäude steht unter Denkmalschutz (siehe auch Liste der Baudenkmale in Elsfleth).

## Beschreibung und Geschichte
Die Marschhufensiedlung Moorriem mit der südlichen Bauerschaft Huntorf erstreckt sich über etwa 16 Kilometer, wurde nach 1062 gegründet und erhielt im 14. Jahrhundert die heutige Struktur mit den schmalen, oft extrem langgestreckten Parzellen. Im Abstand von ca. 50 bis 100 Metern liegen zahlreiche Hofstellen auf Wurten.
Sieben parallel stehende nebeneinanderliegende Hofanlagen aus der Zeit vom späten 18. Jh. bis um 1900 stehen auf Wurten und zeigen als Gruppe beispielhaft die Siedlungsstruktur von Moorriem.
Diese eingeschossige giebelständige Scheune in Fachwerk und Ankerbalkenkonstruktion mit Steinausfachungen und überwiegend verbohlt, mit reetgedecktem Walmdach, Niedersachsengiebel und Querdurchfahrt sowie an beiden Schmalseiten Kübbungen wurde in der ersten Hälfte des 19. Jahrhunderts gebaut.
Das Landesdenkmalamt befand: „ … geschichtliche sowie eine städtebauliche Bedeutung … in die Gruppe aufgenommen, (wurden) die Scheunen von Nr. 7 und 11 sogar als einzige Gebäude des jeweiligen Hofes … .“
Die Scheune gehört zum Ensemble der Hofanlagen Huntorf 1, 3, 7, 11, 13 und 25.